# Famille Ruinart de Brimont
Pour les articles homonymes, voir Ruinart et Brimont (homonymie).
La famille Ruinart puis famille Ruinart de Brimont est une ancienne famille française, fondatrice de la maison de champagne Ruinart propriété actuelle du groupe LVMH.
La famille Ruinart de Brimont est une famille subsistante de la noblesse française.

## Histoire
Originaire du Dauphiné, la famille Ruinart vint se fixer à Reims sous le règne Louis XI. Sous le règne de Louis XVI Claude Ruinart (1731-1798) achète une charge de secrétaire du roi (1777-1790), après avoir racheté les seigneuries de Brimont et Brimontel en 1771. Selon l'Académie nationale de Reims, Claude Ruinart, écuyer, conseiller secrétaire du roi, seigneur de Brimont, avocat en Parlement et contrôleur des guerres, a été anobli par l'achat de sa charge de conseiller secrétaire du roi en 1777 .
La famille obtint des lettres de noblesse en 1817 de Louis XVIII et un titre de vicomte héréditaire en 1827 de Charles X.
Edgard Ruinart de Brimont fut autorisé par décret Impérial du 18 aout 1861 à ajouter à son nom patronymique celui de Brassac et à s'appeler, à l'avenir, "Ruinart de Brimont - Brassac".
Cette famille a été admise à l'ANF en 1985.

## Membres
- Dom Ruinart (1657-1709), savant bénédictin, disciple de Dom Mabillon et collaborateur de Dom Pérignon.
- Jacques Ruinart (1662°), maître, bachelier en théologie à Reims. Frère de Dom Ruinart.
- Nicolas Ruinart (1652-1734), marchand de drap, bourgeois et juge consul de Reims. Époux de Barbe Misson et parents du suivant et frère de Dom Ruinart.
  - Nicolas Irénée Ruinart (1697-1769), drapier, fondateur de la première maison de champagne rémoise. Père du suivant.
    - Claude Ruinart (1731-1798), écuyer seigneur de Brimont, avocat, négociant, conseiller secrétaire du roi (1777-1790), contrôleur des guerres, prévôt de l’échevinage de Reims et président de l’administration de l’Hôtel-Dieu de Reims. Père du suivant.
      - Irénée Ruinart de Brimont (1770-1850), 1er vicomte de Brimont, négociant, maire et député de Reims, gentilhomme de la chambre du roi Charles X.
        - Thierry (1791-1864), époux de Apolline Turgot.
          - Thierry Amédée (1823-1904), sous-préfet de Cosne, biographe de la famille.

        - Antoine François Ruinart de Brimont (1793-1866), maire de Chatou (1848-1852), ancien consul de France.
        - Jean Louis Henri Adrien Ruinart de Brimont (1832-1885), comte de Formello par bref pontifical de 1856, propriétaire et maire de la commune de Brimont. Fils  de Irénée.
        - Jacques Edmond Ruinart de Brimont (1795-1856), propriétaire et négociant. Fils  de Irénée.
          - Charles Edmond Ruinart de Brimont (1824-1896), propriétaire au château de Belombre, négociant. Fils de Jacques Edmond.
            - Marie Paul André Ruinart de Brimont (1861-1919), vicomte romain et de Brimont, propriétaire et négociant en vins de Champagne. Fils du précédent.

        - Jean Arthur Ruinart de Brimont (1798-1874), vicomte de Brimont, conseiller honoraire à la Cour des comptes et officier de la Légion d'honneur[3].
          - Marie-Mathilde Ruinart de Brimont (1838-1911), épouse du comte Victor Sallier de La Tour, artiste peintre et confidente d'Arthur de Gobineau.
- Michel Marie Robert Ruinart de Brimont (1836-1892), capitaine (23e RI), chevalier de la Légion d'honneur.
  - Renée de Brimont née Renée Bonnin de la Bonninière de Beaumont (1880-1943), écrivaine
- Marie Cécile Cordélia Pauline Antoinette Ruinart de Brimont (1869-1938), membre de l'Ordre du Saint-Sépulcre.
- Thierry de Brimont (1854-1936), historien

## Postérité
- Rue Ruinart de Brimont, à Reims

## Sources, littérature
- Patrick de Gmeline, Ruinart la plus ancienne maison de champagne de 1729 à nos jours, Stock, 1994,  (ISBN 2-234-04419-7)
- H. Jadart, Dom Thierry Ruinart (1657-1709), Reims, 1886
- Travaux de l'Académie de Reims, t LXXVII, p. 54 à 68
- Revue de Champagne et de Brie, Volumes 16 à 17, 1884
- Œuvres posthumes de J. Mabillon et D. Thierri Ruinart, Jean Mabillon, Thuillier, 1724